# Fiat G.212
Il Fiat G.212 fu un aereo da trasporto trimotore monoplano ad ala bassa prodotto dall'azienda aeronautica italiana Fiat Aviazione alla fine degli anni quaranta ed impiegato sia in ambito civile che militare nel secondo dopoguerra.

## Storia del progetto
Il progetto fu avviato da Giuseppe Gabrielli verso la fine del 1943 con lo scopo di rimpiazzare con un aereo di maggior potenza il Fiat G.12, ma l'andamento della guerra ed un veto posto dalle autorità militari tedesche ritardarono il progetto, il cui prototipo volò il 20 gennaio 1947.
Il prototipo, denominato G.212 CA, era motorizzato con tre motori Alfa Romeo 128 RC.18 che erogavano 860 cv ed era pensato per il trasporto civile; anche l'Aeronautica Militare si interessò al progetto e portò a termine le sue prove di valutazione.
A differenza del predecessore, di cui manteneva l'impostazione generale, il G.212 aveva una nuova fusoliera, in grado di trasportare fino a 30 passeggeri.

## Impiego operativo

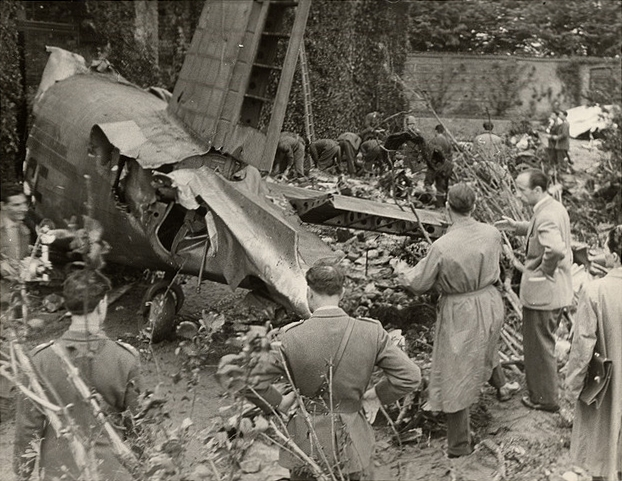
Il G.212 schiantato contro il terrapieno posteriore della Basilica di Superga

Il Fiat G.212 venne impiegato prevalentemente nei servizi commerciali: 9 esemplari della variante civile vennero utilizzati dalla compagnia aerea ALI, una compagnia aerea di proprietà della Fiat, a partire dal 1948, operando prevalentemente su collegamenti internazionali con base a Milano. Fu un G.212 della ALI che il 4 maggio 1949 impattò contro il muraglione del terrapieno posteriore della basilica di Superga, in quella che divenne nota come la Tragedia di Superga, nella quale morì l'intera squadra di calcio del "Grande Torino".
Nello stesso periodo 3 esemplari venivano utilizzati dall'egiziana SAIDE, che li impiegò fino al 1950 sulla rotta Il Cairo-Bengasi-Tripoli-Tunisi. Successivamente vennero incamerati dall'aviazione militare e furono impiegati nel 1957, al tempo della guerra arabo-israeliana, per lo scambio dei prigionieri.
L'Aeronautica Militare italiana invece acquistò una decina di esemplari di Fiat G.212, che vennero impiegati a partire dal 1948 in compiti di addestramento e trasporto.

## Versioni
Fiat G.212 CAprototipo dotato del motore Alfa Romeo 128 RC.18 da 860 cavalli.
Fiat G.212 AVè una versione del 1949 attrezzata per l'istruzione in volo ed impiegata dall'AMI: sotto la fusoliera vi era una gondola finestrata con due posti affiancati per allievo ed istruttore e attrezzati con apparecchiature per il puntamento e il fotorilevamento.
Fiat G.212 CPversione destinata all'impiego commerciale, che rispetto al prototipo montava motori Pratt & Whitney R-1830-S1C3-G Twin Wasp.
Fiat G.212 TPversione da trasporto che volò nel 1950.

## Utilizzatori

### Civili

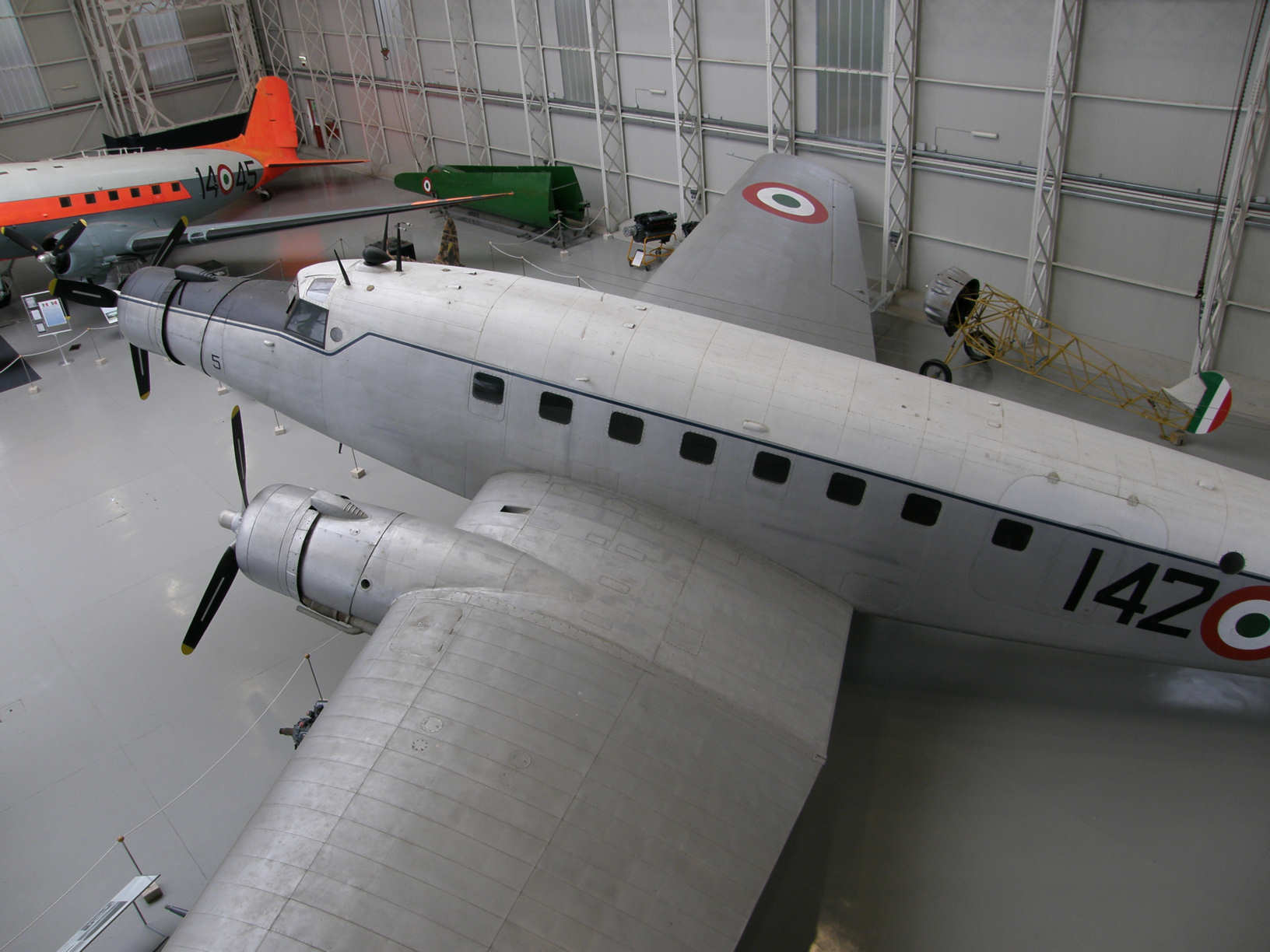
L'unico Fiat G.212 esistente, esposto al Museo storico dell'Aeronautica Militare.

Egitto
- SAIDE

 Francia
- Cie Air Transport

 Italia
- Ali Flotte Riunite
- Avio Linee Italiane

 Kuwait
- Arabian Desert Airlines

### Militari
Egitto
- Royal Egyptian Air Force

 Italia
- Aeronautica Militare

## Velivoli attualmente esistenti
Un solo G.212 si è salvato dalla demolizione ed è anche l'unico trimotore Fiat ancora esistente. È esposto al Museo storico dell'Aeronautica Militare.

### Riviste
- (EN) John Stroud, Post War Propliners: Fiat G.12 and G.212, in Aeroplane Monthly, Volume 23, No. 1, London, IPC, gennaio 1994,  pp. 64-68.